# دوريس رانكين
دوريس رانكين (بالإنجليزية: Doris Rankin)‏ هي ممثلة أمريكية، ولدت في 1888 في الولايات المتحدة، وتوفيت في 1946 في الولايات المتحدة.

## وصلات خارجية
- دوريس رانكين على موقع IMDb (الإنجليزية)
- دوريس رانكين على موقع قاعدة بيانات برودواي على الإنترنت (الإنجليزية)
- دوريس رانكين على موقع قاعدة بيانات الفيلم (الإنجليزية)